# Centraal-Afrikaans voetbalelftal (mannen)
Het Centraal-Afrikaans voetbalelftal is een team van voetballers dat de Centraal-Afrikaanse Republiek vertegenwoordigt bij internationale wedstrijden zoals de CEMAC Cup en de (kwalificatie)wedstrijden voor het WK en de Afrika Cup.
De voetbalbond werd in 1961 opgericht en is aangesloten de CAF en de FIFA. Het voetbalelftal behaalde in oktober 2012 met de 49e plaats de hoogste positie op de FIFA-wereldranglijst, in juli 2009 werd met de 202e plaats de laagste positie bereikt. Daar stonden ze ook tussen maart en augustus 2010.

## Deelnames aan internationale toernooien

### Wereldkampioenschap voetbal
De Centraal-Afrikaanse Republiek nam alleen deel aan de kwalificatie voor het WK van 2002, hier verloren ze thuis met 0-1 en uit met 1-3 van Zimbabwe. Voor de kwalificatie toernooien van het WK 1978, 2006 en 2010 trokken ze zich terug. Voor het kwalificatietoernooi voor het WK 1982 werden ze uitgesloten.
| Wereldkampioenschap voetbal overzicht | Wereldkampioenschap voetbal overzicht | Wereldkampioenschap voetbal overzicht | Wereldkampioenschap voetbal overzicht | Wereldkampioenschap voetbal overzicht | Wereldkampioenschap voetbal overzicht | Wereldkampioenschap voetbal overzicht | Wereldkampioenschap voetbal overzicht | Wereldkampioenschap voetbal overzicht |
| Jaar                                  | Ronde                                 | Wed.                                  | W                                     | G                                     | V                                     | DV                                    | DT                                    |                                       |
| ------------------------------------- | ------------------------------------- | ------------------------------------- | ------------------------------------- | ------------------------------------- | ------------------------------------- | ------------------------------------- | ------------------------------------- | ------------------------------------- |
| 1978                                  | Teruggetrokken                        | Teruggetrokken                        | Teruggetrokken                        | Teruggetrokken                        | Teruggetrokken                        | Teruggetrokken                        | Teruggetrokken                        | Teruggetrokken                        |
| 1982                                  | Gediskwalificeerd                     | Gediskwalificeerd                     | Gediskwalificeerd                     | Gediskwalificeerd                     | Gediskwalificeerd                     | Gediskwalificeerd                     | Gediskwalificeerd                     | Gediskwalificeerd                     |
| 1986–1998                             | Geen deelname                         | Geen deelname                         | Geen deelname                         | Geen deelname                         | Geen deelname                         | Geen deelname                         | Geen deelname                         | Geen deelname                         |
| 2002                                  | Niet gekwalificeerd                   | Niet gekwalificeerd                   | Niet gekwalificeerd                   | Niet gekwalificeerd                   | Niet gekwalificeerd                   | Niet gekwalificeerd                   | Niet gekwalificeerd                   | Niet gekwalificeerd                   |
| 2006                                  | Teruggetrokken                        | Teruggetrokken                        | Teruggetrokken                        | Teruggetrokken                        | Teruggetrokken                        | Teruggetrokken                        | Teruggetrokken                        | Teruggetrokken                        |
| 2010                                  | Teruggetrokken                        | Teruggetrokken                        | Teruggetrokken                        | Teruggetrokken                        | Teruggetrokken                        | Teruggetrokken                        | Teruggetrokken                        | Teruggetrokken                        |
| 2014                                  | Niet gekwalificeerd                   | Niet gekwalificeerd                   | Niet gekwalificeerd                   | Niet gekwalificeerd                   | Niet gekwalificeerd                   | Niet gekwalificeerd                   | Niet gekwalificeerd                   | Niet gekwalificeerd                   |
| 2018                                  | Niet gekwalificeerd                   | Niet gekwalificeerd                   | Niet gekwalificeerd                   | Niet gekwalificeerd                   | Niet gekwalificeerd                   | Niet gekwalificeerd                   | Niet gekwalificeerd                   | Niet gekwalificeerd                   |
| 2022                                  | Niet gekwalificeerd                   | Niet gekwalificeerd                   | Niet gekwalificeerd                   | Niet gekwalificeerd                   | Niet gekwalificeerd                   | Niet gekwalificeerd                   | Niet gekwalificeerd                   | Niet gekwalificeerd                   |
| 2026                                  | kwalificatie                          | kwalificatie                          | kwalificatie                          | kwalificatie                          | kwalificatie                          | kwalificatie                          | kwalificatie                          | kwalificatie                          |

### Afrika Cup
| Afrika Cup overzicht | Afrika Cup overzicht | Afrika Cup overzicht | Afrika Cup overzicht | Afrika Cup overzicht | Afrika Cup overzicht | Afrika Cup overzicht | Afrika Cup overzicht | Afrika Cup overzicht |
| Jaar                 | Ronde                | Wed.                 | W                    | G                    | V                    | DV                   | DT                   |                      |
| -------------------- | -------------------- | -------------------- | -------------------- | -------------------- | -------------------- | -------------------- | -------------------- | -------------------- |
| 1974                 | Gediskwalificeerd    | Gediskwalificeerd    | Gediskwalificeerd    | Gediskwalificeerd    | Gediskwalificeerd    | Gediskwalificeerd    | Gediskwalificeerd    | Gediskwalificeerd    |
| 1976                 | Teruggetrokken       | Teruggetrokken       | Teruggetrokken       | Teruggetrokken       | Teruggetrokken       | Teruggetrokken       | Teruggetrokken       | Teruggetrokken       |
| 1978−1986            | Geen deelname        | Geen deelname        | Geen deelname        | Geen deelname        | Geen deelname        | Geen deelname        | Geen deelname        | Geen deelname        |
| 1988                 | Niet gekwalificeerd  | Niet gekwalificeerd  | Niet gekwalificeerd  | Niet gekwalificeerd  | Niet gekwalificeerd  | Niet gekwalificeerd  | Niet gekwalificeerd  | Niet gekwalificeerd  |
| 1990−1994            | Geen deelname        | Geen deelname        | Geen deelname        | Geen deelname        | Geen deelname        | Geen deelname        | Geen deelname        | Geen deelname        |
| 1996                 | Teruggetrokken       | Teruggetrokken       | Teruggetrokken       | Teruggetrokken       | Teruggetrokken       | Teruggetrokken       | Teruggetrokken       | Teruggetrokken       |
| 1998                 | Gediskwalificeerd    | Gediskwalificeerd    | Gediskwalificeerd    | Gediskwalificeerd    | Gediskwalificeerd    | Gediskwalificeerd    | Gediskwalificeerd    | Gediskwalificeerd    |
| 2000                 | Teruggetrokken       | Teruggetrokken       | Teruggetrokken       | Teruggetrokken       | Teruggetrokken       | Teruggetrokken       | Teruggetrokken       | Teruggetrokken       |
| 2002                 | Niet gekwalificeerd  | Niet gekwalificeerd  | Niet gekwalificeerd  | Niet gekwalificeerd  | Niet gekwalificeerd  | Niet gekwalificeerd  | Niet gekwalificeerd  | Niet gekwalificeerd  |
| 2004                 | Niet gekwalificeerd  | Niet gekwalificeerd  | Niet gekwalificeerd  | Niet gekwalificeerd  | Niet gekwalificeerd  | Niet gekwalificeerd  | Niet gekwalificeerd  | Niet gekwalificeerd  |
| 2006                 | Teruggetrokken       | Teruggetrokken       | Teruggetrokken       | Teruggetrokken       | Teruggetrokken       | Teruggetrokken       | Teruggetrokken       | Teruggetrokken       |

| Afrika Cup overzicht | Afrika Cup overzicht | Afrika Cup overzicht | Afrika Cup overzicht | Afrika Cup overzicht | Afrika Cup overzicht | Afrika Cup overzicht | Afrika Cup overzicht | Afrika Cup overzicht |
| Jaar                 | Ronde                | Wed.                 | W                    | G                    | V                    | DV                   | DT                   |                      |
| -------------------- | -------------------- | -------------------- | -------------------- | -------------------- | -------------------- | -------------------- | -------------------- | -------------------- |
| 2008                 | Geen deelname        | Geen deelname        | Geen deelname        | Geen deelname        | Geen deelname        | Geen deelname        | Geen deelname        | Geen deelname        |
| 2010                 | Teruggetrokken       | Teruggetrokken       | Teruggetrokken       | Teruggetrokken       | Teruggetrokken       | Teruggetrokken       | Teruggetrokken       | Teruggetrokken       |
| 2012                 | Niet gekwalificeerd  | Niet gekwalificeerd  | Niet gekwalificeerd  | Niet gekwalificeerd  | Niet gekwalificeerd  | Niet gekwalificeerd  | Niet gekwalificeerd  | Niet gekwalificeerd  |
| 2013                 | Niet gekwalificeerd  | Niet gekwalificeerd  | Niet gekwalificeerd  | Niet gekwalificeerd  | Niet gekwalificeerd  | Niet gekwalificeerd  | Niet gekwalificeerd  | Niet gekwalificeerd  |
| 2015                 | Niet gekwalificeerd  | Niet gekwalificeerd  | Niet gekwalificeerd  | Niet gekwalificeerd  | Niet gekwalificeerd  | Niet gekwalificeerd  | Niet gekwalificeerd  | Niet gekwalificeerd  |
| 2017                 | Niet gekwalificeerd  | Niet gekwalificeerd  | Niet gekwalificeerd  | Niet gekwalificeerd  | Niet gekwalificeerd  | Niet gekwalificeerd  | Niet gekwalificeerd  | Niet gekwalificeerd  |
| 2019                 | Niet gekwalificeerd  | Niet gekwalificeerd  | Niet gekwalificeerd  | Niet gekwalificeerd  | Niet gekwalificeerd  | Niet gekwalificeerd  | Niet gekwalificeerd  | Niet gekwalificeerd  |
| 2021                 | Niet gekwalificeerd  | Niet gekwalificeerd  | Niet gekwalificeerd  | Niet gekwalificeerd  | Niet gekwalificeerd  | Niet gekwalificeerd  | Niet gekwalificeerd  | Niet gekwalificeerd  |
| 2023                 | Niet gekwalificeerd  | Niet gekwalificeerd  | Niet gekwalificeerd  | Niet gekwalificeerd  | Niet gekwalificeerd  | Niet gekwalificeerd  | Niet gekwalificeerd  | Niet gekwalificeerd  |
| 2025                 | Niet gekwalificeerd  | Niet gekwalificeerd  | Niet gekwalificeerd  | Niet gekwalificeerd  | Niet gekwalificeerd  | Niet gekwalificeerd  | Niet gekwalificeerd  | Niet gekwalificeerd  |

### African Championship of Nations
Bij de African Championship of Nations mogen de landen alleen spelers uit de eigen competitie opstellen.
| African Championship of Nations overzicht | African Championship of Nations overzicht | African Championship of Nations overzicht | African Championship of Nations overzicht | African Championship of Nations overzicht | African Championship of Nations overzicht | African Championship of Nations overzicht | African Championship of Nations overzicht | African Championship of Nations overzicht |
| Jaar                                      | Ronde                                     | Wed.                                      | W                                         | G                                         | V                                         | DV                                        | DT                                        |                                           |
| ----------------------------------------- | ----------------------------------------- | ----------------------------------------- | ----------------------------------------- | ----------------------------------------- | ----------------------------------------- | ----------------------------------------- | ----------------------------------------- | ----------------------------------------- |
| 2009                                      | Teruggetrokken                            | Teruggetrokken                            | Teruggetrokken                            | Teruggetrokken                            | Teruggetrokken                            | Teruggetrokken                            | Teruggetrokken                            | Teruggetrokken                            |
| 2011                                      | Geen deelname                             | Geen deelname                             | Geen deelname                             | Geen deelname                             | Geen deelname                             | Geen deelname                             | Geen deelname                             | Geen deelname                             |
| 2014                                      | Teruggetrokken                            | Teruggetrokken                            | Teruggetrokken                            | Teruggetrokken                            | Teruggetrokken                            | Teruggetrokken                            | Teruggetrokken                            | Teruggetrokken                            |
| 2016                                      | Teruggetrokken                            | Teruggetrokken                            | Teruggetrokken                            | Teruggetrokken                            | Teruggetrokken                            | Teruggetrokken                            | Teruggetrokken                            | Teruggetrokken                            |
| 2018                                      | Geen deelname                             | Geen deelname                             | Geen deelname                             | Geen deelname                             | Geen deelname                             | Geen deelname                             | Geen deelname                             | Geen deelname                             |
| 2020                                      | Niet gekwalificeerd                       | Niet gekwalificeerd                       | Niet gekwalificeerd                       | Niet gekwalificeerd                       | Niet gekwalificeerd                       | Niet gekwalificeerd                       | Niet gekwalificeerd                       | Niet gekwalificeerd                       |
| 2022                                      | Niet gekwalificeerd                       | Niet gekwalificeerd                       | Niet gekwalificeerd                       | Niet gekwalificeerd                       | Niet gekwalificeerd                       | Niet gekwalificeerd                       | Niet gekwalificeerd                       | Niet gekwalificeerd                       |

### CEMAC Cup
De Centraal-Afrikaanse Republiek is een van de landen die deelnamen aan het UDEAC-kampioenschap en deel neemt aan de CEMAC Cup.
| UDEAC Cup overzicht | UDEAC Cup overzicht | UDEAC Cup overzicht | UDEAC Cup overzicht | UDEAC Cup overzicht | UDEAC Cup overzicht | UDEAC Cup overzicht | UDEAC Cup overzicht | UDEAC Cup overzicht |
| Jaar                | Ronde               | Wed.                | W                   | G                   | V                   | DV                  | DT                  |                     |
| ------------------- | ------------------- | ------------------- | ------------------- | ------------------- | ------------------- | ------------------- | ------------------- | ------------------- |
| 1984                | Vierde              | 4                   | 0                   | 2                   | 2                   | 5                   | 12                  |                     |
| 1985                | Groepsfase          | 2                   | 0                   | 0                   | 2                   | 1                   | 8                   |                     |
| 1986                | Groepsfase          | 2                   | 0                   | 0                   | 2                   | 1                   | 4                   |                     |
| 1987                | Groepsfase          | 2                   | 0                   | 1                   | 1                   | 2                   | 3                   |                     |
| 1988                | Vierde              | 4                   | 1                   | 1                   | 2                   | 2                   | 5                   |                     |
| 1989                | Tweede              | 4                   | 1                   | 1                   | 2                   | 5                   | 5                   |                     |
| 1990                | Vijfde              | 3                   | 0                   | 1                   | 2                   | 3                   | 7                   |                     |
| CEMAC Cup overzicht |                     |                     |                     |                     |                     |                     |                     |                     |
| Jaar                | Ronde               | Wed.                | W                   | G                   | V                   | DV                  | DT                  |                     |
| 2003                | Tweede              | 4                   | 2                   | 1                   | 1                   | 7                   | 5                   |                     |
| 2005                | Groepsfase          | 2                   | 0                   | 0                   | 2                   | 0                   | 5                   |                     |
| 2006                | Groepsfase          | 2                   | 0                   | 1                   | 1                   | 2                   | 4                   |                     |
| 2007                | Vierde              | 4                   | 0                   | 1                   | 3                   | 3                   | 8                   |                     |
| 2008                | Vierde              | 4                   | 1                   | 1                   | 2                   | 5                   | 6                   |                     |
| 2009                | Kampioen            | 4                   | 4                   | 0                   | 0                   | 8                   | 1                   |                     |
| 2010                | Derde               | 4                   | 1                   | 2                   | 1                   | 4                   | 4                   |                     |
| 2013                | Tweede              | 4                   | 1                   | 2                   | 1                   | 3                   | 4                   |                     |
| 2014                | Groepsfase          | 2                   | 0                   | 0                   | 2                   | 0                   | 5                   |                     |

## FIFA-wereldranglijst[1]
| 2000 | 2001 | 2002 | 2003 | 2004 | 2005 | 2006 | 2007 | 2008 | 2009 | 2010 | 2011 | 2012 | 2013 | 2014 | 2015 | 2016 | 2017 | 2018 |
| ---- | ---- | ---- | ---- | ---- | ---- | ---- | ---- | ---- | ---- | ---- | ---- | ---- | ---- | ---- | ---- | ---- | ---- | ---- |
| 176  | 182  | 179  | 177  | 180  | 183  | 179  | 182  | 199  | 200  | 111  | 129  | 52   | 106  | 145  | 113  | 104  | 122  | 112  |

## Huidige selectie
| Nr.         | Naam                    | Wed. | Dlpnt. | Club              |
| ----------- | ----------------------- | ---- | ------ | ----------------- |
| Doel        |                         |      |        |                   |
| 1           | Elvis Samolah           | 5    | 0      | AS Tempête        |
| 22          | Junior Samolah-Ngali    | 5    | 0      | Onbekend          |
| 23          | Geoffrey Lembet         | 36   | 0      | CS Sedan          |
| Verdediging |                         |      |        |                   |
| 2           | Saint-Cyr Ngam-Ngam     | 29   | 0      | DFC8 of Bangui    |
| 3           | Sadack Ndobé            | 12   | 0      | AS Tempête        |
| 6           | Cédric Yambéré          | 13   | 0      | US Orléans        |
| 11          | Franklin Anzité         | 33   | 0      | Racing Besançon   |
| 16          | Thibault Ban            | 9    | 0      | Anges de Fatima   |
| Middenveld  |                         |      |        |                   |
| 5           | Éloge Enza-Yamissi      | 29   | 1      | Racing Besançon   |
| 8           | Vianney Mabidé          | 28   | 5      | Clubloos          |
| 10          | Foxi Kethevoama         | 47   | 8      | Balikesirspor     |
| 12          | Trésor Toropité         | 15   | 2      | DFC8 of Bangui    |
| 14          | Amorose Dertin          | 14   | 1      | AS Pélican        |
| 15          | Brice Zimbori-Auzingoni | 30   | 2      | Cotonsport Garoua |
| 19          | Geoffrey Kondogbia      | 8    | 1      | Valencia CF       |
| 21          | Amos Youga              | 16   | 0      | CSKA Sofia        |
| Aanval      |                         |      |        |                   |
| 7           | Quentin N’Gakoutou      | 6    | 0      | FC 93 Bobigny     |
| 9           | Louis Mafouta           | 17   | 6      | Neuchatel Xamax   |
| 13          | David Manga             | 12   | 2      | Racing Besançon   |
| 17          | Frédéric Nimani         | 4    | 0      | Besançon Foot     |
| 18          | Saint-Fort Dimokoyen    | 9    | 1      | Anges de Fatima   |
| 20          | Habib Habibou           | 2    | 1      | Clubloos          |

bijgewerkt tot 22 januari 2019

## Bekende (ex-)spelers
| - Geoffrey Kondogbia - Evans Kondogbia | - Habib Habibou - Hilaire Momi |

FCF · A-internationals · 
Centraal-Afrikaans vrouwenelftal
1960 – 1969 ·
1970 – 1979 ·
1980 – 1989 ·
1990 – 1999 ·
2000 – 2009 ·
2010 – 2019 ·
2020 − 2029
Algerije ·
Angola ·
Bhutan ·
Botswana ·
Burkina Faso ·
Burundi ·
Comoren ·
Congo-Brazzaville ·
Congo-Kinshasa ·
Egypte ·
Equatoriaal-Guinea ·
Ethiopië ·
Gabon ·
Gambia ·
Ghana ·
Guinee ·
Guinee-Bissau ·
Ivoorkust ·
Kaapverdië ·
Kameroen ·
Kenia ·
Lesotho ·
Liberia ·
Libië ·
Madagaskar ·
Mali ·
Malta ·
Marokko ·
Mauritanië ·
Mozambique ·
Nigeria ·
Oeganda ·
Papoea-Nieuw-Guinea ·
Rwanda ·
Sao Tomé en Principe ·
Senegal ·
Soedan ·
Tanzania ·
Togo ·
Tsjaad ·
Tunesië ·
Zimbabwe ·
Zuid-Afrika